# تروي باين
تروي باين (8 مايو 1988 في الولايات المتحدة - ) (بالإنجليزية: Troy Payne)‏ هو لاعب كرة سلة أمريكي في مركز هجوم صغير الجسم.

## وصلات خارجية
- تروي باين على موقع كلية كرة السلة في سبورتس رفرنس.كوم (الإنجليزية)
- تروي باين على موقع ريلجم (الإنجليزية)
- تروي باين على موقع بروبوليرز (الإنجليزية)